# Prix Klumpke-Roberts
Le prix Klumpke-Roberts (en anglais, Klumpke-Roberts Award) remis par l'Astronomical Society of the Pacific, distingue des contributions dans la vulgarisation de l'astronomie auprès du grand public. La récompense est créée en 1929 par un legs de l'astronome Dorothea Klumpke (1861 - 1942) pour honorer son mari, Isaac Roberts (1829 - 1904), et ses parents.

## Lauréats
- 1974 : Carl Sagan
- 1975 : Isaac Asimov
- 1976 : Chesley Bonestell
- 1977 : Fred Hoyle
- 1978 : Patrick Moore
- 1979 : William Kaufmann III
- 1980 : Walter Sullivan
- 1981 : Dietrick Thomsen
- 1982 : Bart Bok
- 1983 : Helen Sawyer Hogg
- 1984 : Deborah Byrd (en)
- 1985 : James Stokley
- 1986 : Timothy Ferris (en)
- 1987 : Équipe éditoriale du magazine américain Sky and Telescope
- 1988 : Joseph Chamberlain
- 1989 : Ed Krupp (en)
- 1990 : Donald Goldsmith
- 1991 : Richard Berry
- 1992 : Philip Morrison
- 1993 : David Morrison (en)
- 1994 : Andrew Fraknoi (en)
- 1995 : Heidi Hammel
- 1996 : Terence Dickinson (en)
- 1997 : Franklyn M. Branley
- 1998 : Julieta Fierro
- 1999 : Stephen P. Maran
- 2000 : Jack Horkheimer (en)
- 2001 : Sandi Preston
- 2002 : Don Davis et Jon Lomberg (en)
- 2003 : Hubble Heritage Project, « Space Telescope Science Institute »(Archive.org • Wikiwix • Archive.is • Google • Que faire ?)
- 2004 : Seth Shostak
- 2005 : Jeff Goldstein
- 2006 : Jeffrey Rosendhal
- 2007 : Noreen Grice
- 2008 : Dava Sobel
- 2009 : Isabel Hawkins
- 2010 : Marcia Bartusiak
- 2011 : Paul Davies
- 2012 : Ian Ridpath (en)
- 2013 : Mary Kay Hemenway
- 2014 : Dennis Schatz
- 2015 : Robert Nemiroff et Jerry Bonnell
- 2016 : Chris Impey
- 2017 : Paul A. Delaney
- 2019 : Jay Pasachoff
- 2021 : Lars Lindberg Christensen